# УАЗ-451
УАЗ-451 — семейство советских малотоннажных грузовых автомобилей и фургонов, выпускавшихся Ульяновским автомобильным заводом имени В. И. Ленина в период с 1961 по 1982 год. Основным отличием семейства УАЗ-451 от автомобилей семейства УАЗ-450 и УАЗ-452 было наличие только заднего привода (4×2). Эти автомобили предназначались в основном для народнохозяйственных нужд.

## История
Новое семейство лёгких грузовых автомобилей, фургонов и санитарных автомобилей семейства УАЗ-450 Ульяновский автозавод разработал в середине 1950-х годов. Их производство началось в 1958 году. Главной особенностью новых автомобилей, кроме новаторской вагонной компоновки был также полный привод, поскольку эти автомобили разрабатывались в том числе с учётом требований армии. Тем временем народное хозяйство СССР испытывало дефицит лёгких развозных автомобилей грузоподъёмностью до 800—1000 кг. Московский завод малолитражных автомобилей выпускал фургоны на базе легковых «Москвичей», однако их грузоподъёмность было только 250 кг. С другой стороны со снятием с производства легендарной «полуторки» в 1950 году самым лёгким грузовиком стал 2,5-тонный ГАЗ-51.
Народному хозяйству, особенно в городских условиях, полный привод не требовался, автомобили с задним приводом были более просты в обслуживании, поэтому в конце 50-х с постановкой в производство полноприводного семейства УАЗов началась разработка заднеприводного семейства. В соответствии с Постановлением Совета Министров РСФСР от 7.01.1958 года Отделом Главного конструктора Ульяновского автозавода разработан технический проект семейства заднеприводных автомобилей. Оно получило общий индекс 451. Так же как и в случае с 450-м семейством, семейство «451» включало в себя: цельнометаллический фургон — УАЗ-451, бортовой грузовой автомобиль — УАЗ-451Д, микроавтобус — УАЗ-451В. Все модификации автомобилей, кроме микроавтобуса были запущены в производство в 1961 году.
Главным недостатком, который предстояло «побороть» в ходе проектирования новой платформы, являлась перегруженность переднего моста. Если в полноприводной версии недогруженным оказывался один из двух ведущих мостов, что было не столь критично, то в заднеприводной конфигурации трансмиссии «зависал» единственный. Это было подтверждено на практике — в 1958 году в СКБ Ульяновского автозавода изготовили два экспериментальных образца на базе УАЗ-450 — переднеприводной и заднеприводной автомобили. Оба варианта пришлось забраковать именно из-за проблем с развесовкой. В итоге для будущих 451-х было принято решение сохранить колёсную базу, но сместить передний торец блока двигателя на 220 мм назад и немного (на 73 мм) вниз, тем самым пожертвовав унификацию капота и моторного отсека.

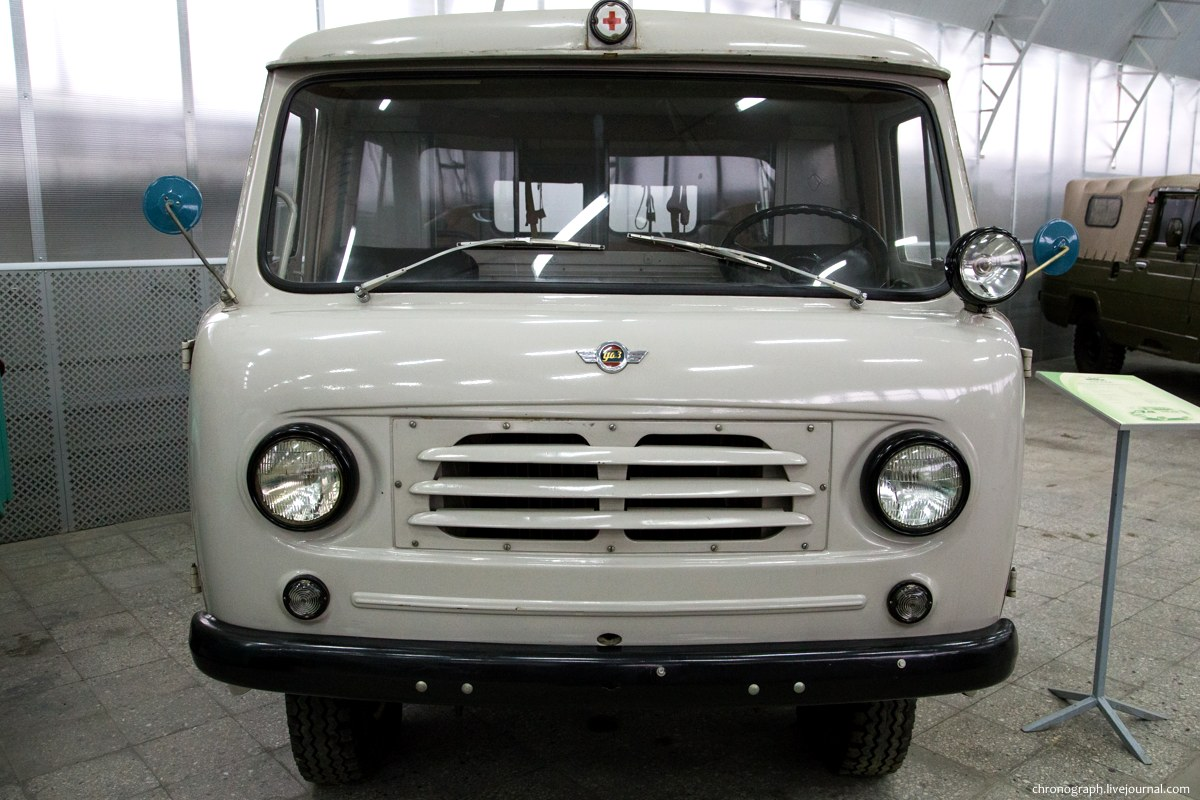
Вариант оформления передней части УАЗ-451 выпускавшихся в 1961—1965 годах.

В 1965 году семейство было модернизировано, в результате чего появились модификации: УАЗ-451М, УАЗ-451ДМ. Основным внешним отличием от предыдущих автомобилей стал обновлённый экстерьер передка с трапециевидной решёткой радиатора. Вместо двигателя аналогичного автомобилю «Победа» начал ставиться более мощный от 21-й «Волги». В начале 1970-х мощность двигателя освоенного уже Ульяновским моторным заводом (УМЗ) удалось поднять с 70 до 75 лошадиных сил. Увеличилась и грузоподъёмность с 800 до 1000 кг. С освоением производства новых внедорожников УАЗ-469 на всех ульяновских грузовиках началась работа по замене рычажных амортизаторов на телескопические. Параллельно с этим в начале 1970-х была разработана программа модернизации семейств бескапотных УАЗов, однако по ряду причин она постоянно откладывалась.
4 декабря 1978 года завод выпустил опытно-промышленную партию электромобилей на базе грузовиков УАЗ-451М.
В 1979 году на автомобилях семейств 451 и 452 были внедрены новых светотехнические приборы, соответствующие требованиям ЕЭК ООН. В 1982 году автомобили семейства УАЗ-451 были сняты с производства.

## Применение
Семейство «451» использовались в основном в народном хозяйстве. В Москве (Главмосавтотранс) и других крупных городах на их шасси устанавливали кузова-фургоны для перевозки продовольственных и промышленных товаров. Часто из-за нехватки специализированных фургонов бортовым автомобилям устанавливали самодельные крытые навесы. УАЗики использовались и в качестве развозных автомобилей, обслуживая небольшие торговые точки. В связи с тем, что 451-е были сняты с производства ещё в начале 80-х, до сегодняшнего дня их сохранились единицы.

## Модификации
- УАЗ-451 — автомобиль с цельнометаллическим кузовом фургон (1961—1965)
- УАЗ-451А — опытный санитарный автомобиль
- УАЗ-451Д — автомобиль с бортовой платформой (1961—1966)
- УАЗ-451В — опытный микроавтобус (1959)
- УАЗ-451С — опытный снегоход (1960)
- У-131 — первый опытный электромобиль
- УАЗ-461Д — опытный бортовой автомобиль повышенной грузоподъёмности (1200 кг)
- УАЗ-451М — модернизированный автомобиль с цельнометаллическим кузовом фургон (1965—1982)
- УАЗ-451П- седельный тягач
- УАЗ-451ДМ — модернизированный автомобиль с бортовой платформой (1965—1982)
- УАЗ-455Д — опытный бортовой автомобиль повышенной грузоподъёмности (1250 кг)
- УАЗ-451МИ — опытный электромобиль (1973)
- УАЗ-3304 — опытный образец перспективного автомобиля грузоподъёмностью 1200 кг
- УАЗ-3801 — электромобиль
- УАЗ-451С2 — модернизированный опытный снегоход